# Kako je Grinch ukrao Božić (2000.)
Kako je Grinch ukrao Božić (eng. How the Grinch Stole Christmas) je Američki film iz 2000. godine film studija Imagine Entertainment. Redatelj filma je Ron Howard, a glasove u originalnoj verziji posudili su između ostalih i Jim Carrey, Jeffrey Tambor, Christine Baranski, Bill Irwin i Molly Shannon, a film je distribuirao Universal Pictures. Scenarij potpisuju Jeffrey Price i Peter S. Seaman.
Film je zaradio 345 milijuna dolara diljem svijeta. Recenzije i kritike su bile izuzetno pozitivne pohvaljujući osobito inovativnu animaciju i duhovitost scenarija.

## Radnja
Stanovnici gradića Who odbacili su Grincha (J. Carrey) dok je bio dijete zbog njegove ružnoće i zlobe. Nakon toga, on se povukao u spilju izvan mjesta i zamrzio ljude, što osobito dolazi do izražaja u vrijeme blagdana, kada su svi sretni, opušteni i međusobno se darivaju. Naravno, ni gradić Who nije ravnodušan prema njemu, te im on nikada nije dobrodošao. Jednoga dana stvari se promijene nakon što Grinch upozna Cindy Lou (T. Momsen), naivnu i dobrodušnu djevojčicu kojoj on slučajno spasi život. Ona ga odluči pozvati na Badnju večer u grad, iako zna da on ne pripada njezinim ljudima. Maštovita je to priča koja je ubrzo postala američki božićni klasik zbog šarmantnog, iako u početku zločestog lika koji svojom probuđenom toplinom osvoji sve ljude iz svoje okoline koji zajedno slave Božić. Ovaj film, iako ponešto izmijenjena sadržaja, bio je 2000. godine najgledaniji film u Sjedinjenim Državama, a nalazi se i u Guinnessovoj knjizi rekorda kao najunosniji božićni film svih vremena. Režirao ga je poznati redatelj Ron Howard (Splash, Cocoon, Appolo 13, Beautiful Mind), a glavnu ulogu, zlokobnoga Grincha, tumači slavni komičar Jim Carrey, izvrsno se snašavši u ulozi.

## Glavne uloge
- Anthony Hopkins - Narrator
- Jim Carrey - Grinch
- Kelley - Max
- Christine Baranski - Martha May Whovier
- Jeffrey Tambor - Mayor Augustus MayWho
- Taylor Momsen - Cindy Lou Who
- Bill Irwin - Lou Lou Who
- Molly Shannon - Betty Lou Who
- Clint Howard - Whobris
- Mindy Sterling - Clarnella Who
- Rachel Winfree - Rose Who
- Jeremy Howard - Drew Lou Who
- T. J. Thyne - Stu Lou Who
- Jim Meskimen - Officer Wholihan
- Mary Stein - Miss Rue Who
- Deep Roy - Post Office Clerk
- Rance Howard - Elderly Timekeeper
- Verne Troyer - Band Member
- Bryce Howard - Surprised Who

## Unutarnje poveznice
- Imagine Entertainment
- Universal Pictures

## Vanjske poveznice
- Kako je Grinch ukrao Božić u internetskoj bazi filmova IMDb-a (engl.)
- Kako je Grinch ukrao Božić (2000.) na Rotten Tomatoes (engl.)